# Konflikt um die Insel Tusla 2003

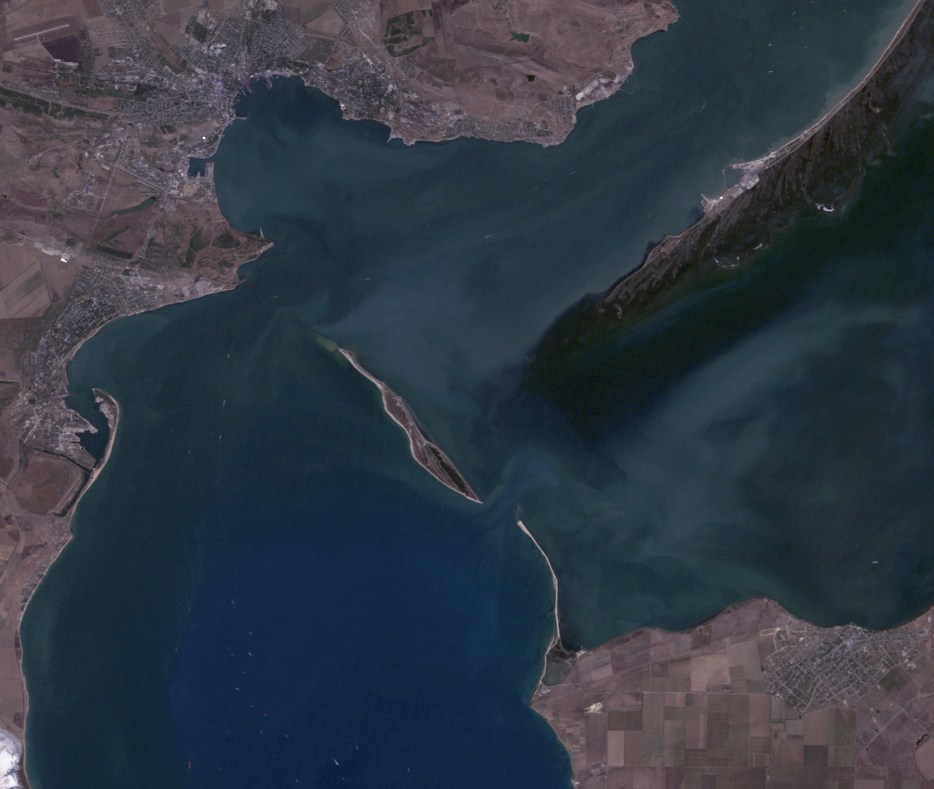
Satellitenbild der Insel Tusla, 2011

Der Konflikt um die Insel Tusla 2003 war ein Krisenmoment in den ukrainisch-russischen Beziehungen, verursacht durch Russlands Bau eines Staudamms in der Straße von Kertsch von der Halbinsel Taman bis zur Insel Tusla im Jahr 2003. Laut Analysten könnte unter anderem der Zweck des Konflikts darin bestanden haben, Druck auf die Ukraine auszuüben, um die Grenze in der Straße von Kertsch und im Asowschen Meer zu verschieben.
Der Konflikt um die Insel schwelte seit der Auflösung der Sowjetunion. Im Jahr 2003 begann Russland, gegen den erklärten Willen der ukrainischen Regierung einen Staudamm von ihrem Territorium (Halbinsel Taman) zur Insel Tusla zu bauen. Am 30. und 31. Oktober 2003 begannen Gespräche zwischen der Ukraine und Russland, die zur Aussetzung des Baus des Staudamms führten. Die Ukraine verstärkte daraufhin ihren Grenzposten militärisch und ließ mit einem Schwimmbagger die Meerenge zwischen der Insel und dem russischen Festland vertiefen.
Mit der Annexion der Krim 2014 durch die Russische Föderation wurde dieser Konflikt zunächst obsolet, seit 2018 überquert die Krim-Brücke die Meerenge.